# Wolin (Stadt)
Die Stadt Wolin [ˈvɔlʲin] (deutsch Wollin [vɔˈliːn]) ist der namensgebende Ort auf der Insel Wolin (Wollin) in der polnischen Woiwodschaft Westpommern. Die Stadt, die Sitz einer Stadt- und Landgemeinde ist, gehört zum Powiat Kamieński (Camminer Kreis). 

## Geographische Lage

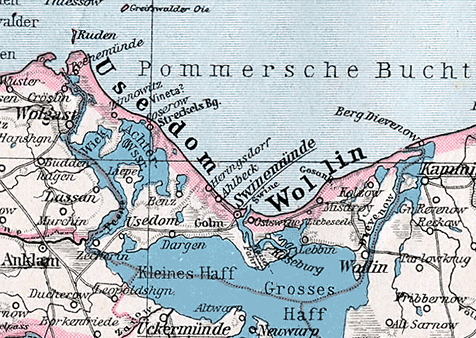
Stadt Wollin im Südosten der Insel Wollin, am Wasserweg Dievenow zwischen Pommerscher Bucht und Stettiner Haff, auf einer Landkarte von 1905

Die Stadt liegt in Hinterpommern, an der Südostseite der Insel Wollin an der Dievenow, einem Meeresarm der Ostsee zum Stettiner Haff, gegenüber dem Festland, mit dem es durch eine Straßen- und Eisenbahnbrücke verbunden ist. Unweit südlich der Stadt befindet sich am Dievenowufer der 21 m hohe Galgenberg.

## Geschichte

Wollin in schwedischen Militärkarten 1757

Im späteren Mittelalter war der Ortsname Julin, danach Wollin. Der südöstliche Zipfel der Insel war bereits seit dem Ende der Steinzeit besiedelt, das bewiesen Ausgrabungen von 1828 bis nach 2002. Die Ausgrabung von 1926 durch den Berliner Archäologen Carl Schuchhardt und später des Stettiner Museologen und Prähistoriker Otto Kunkel sowie des Archäologen Karl August Wilde von 1934 bis 1938 erbrachten Siedlungsbefunde in mit bis zu 6 m tiefen Schichten. An dieser Stelle wird 980 die Wikingerstadt Julin, Jumne und auch die dabei gelegene Jomsburg genannt, erwähnt. Den Berichten und Chroniken nach soll es das untergegangene Vineta, die größte slawisch Frühstadt, gewesen sein. Tatsächlich war der Ort im 9. Jahrhundert einer der wichtigsten Handelsplätze der Ostsee und hatte im 10. Jahrhundert bereits um 8000 Einwohner. Nach den Ausgrabungen muss die Siedlung damals eine Ausdehnung von 4,5 Kilometern entlang der Dievenow gehabt haben. Die Ausgrabungen dehnten sich vom südlichen „Galgenberg“ bis zum „Silberberg“ und „Mühlenberg“ nördlich von Wollin aus.
Die späteren Grabungen von 1952 leitete der polnische Museologe und Prähistoriker Władysław Filipowiak. Durch seine und die folgende Arbeit wurden die Ergebnisse von 1828, 1847, 1872, 1897 und 1934/38 bestätigt und erweitert.
Beim Bau der neuen Straßen- und Eisenbahnbrücken wurden ab 2001 ebenfalls viele weitere Siedlungsfunde aufgedeckt. Die meisten der geborgenen Artefakte sind im örtlichen Museum und in der rekonstruierten Slawen- und Wikingersiedlung Wolin auf der Plageinsel ausgestellt. Die Ausgrabungsbefunde dienten als Beleg für die Rekonstruktionsbauten und -gegenstände.
Die Nekropole der frühmittelalterlichen Stadt der Slawen befand sich südlich des Ortes auf dem heute so benannten „Galgenberg“. Erhalten sind dort noch heute 34 von ursprünglich 93 (um 1900) Hügelgräbern mit Körper- und Brandbestattungen (Urnen). Es sind Grabhügel mit 5 bis 20 m Durchmesser, die eine oder mehrere Bestattungen von der Bronzezeit bis zur Slawenzeit aufweisen. Ausgrabungen fanden hier 1847, 1872, 1897, 1934 und um 1954 statt. Die intensivste und ergebnisreichste war 1897 von Adolf Stubenrauch. Es gilt heute als archäologisches Reservat.
Adam von Bremen schreibt um 1080 in seiner Bischofsgeschichte der Hamburgischen Kirche:

„Hinter den Liutizen, die auch Wilzen heißen, trifft man auf die Oder, den wasserreichsten Strom des Slawenlandes. Wo sie an ihrer Mündung ins Skythenmeer [gemeint ist die Ostsee] fließt, da bietet die sehr berühmte Stadt Jumne für Barbaren und Griechen [gemeint sind wohl orthodoxe Christen aus der Rus] in weitem Umkreise einen vielbesuchten Treffpunkt […]

Es ist wirklich die größte von allen Städten, die Europa birgt; in ihr wohnen Slawen mit anderen Stämmen, Griechen und Barbaren. Auch die Fremden aus Sachsen haben gleiches Niederlassungsrecht erhalten, wenn sie auch während ihres Aufenthalts ihr Christentum nicht öffentlich bekennen dürfen. Denn noch sind alle in heidnischem Irrglauben befangen; abgesehen davon wird man allerdings kaum ein Volk finden können, das in Lebensart und Gastfreiheit ehrenhafter und freundlicher ist. Die Stadt ist angefüllt mit Waren aller Völker des Nordens, nichts Begehrenswertes oder Seltenes fehlt.“

siehe dazu auch Hauptartikel Vineta mit den Grabungen in Wollin
Wegen ihres Reichtums erregte die Stadt die Aufmerksamkeit ihrer Nachbarn und geriet in die Auseinandersetzungen mit Polen und Dänemark, in deren Verlauf Julin/Jumne, Vineta/Jomsburg? = (Wollin) sowohl 1043 als auch 1098 ausgeraubt und zerstört wurde. 1121 brachte der polnische König Bolesław III. Schiefmund die Stadt kurzzeitig unter seine Herrschaft. Bischof Otto von Bamberg führte 1124 das Christentum in der Stadt ein, 1140 wurde sie von Papst Innozenz II. zum ersten pommerschen Bischofssitz ernannt. Den Herzögen von Pommern gehörte das castrum Wolyn, von dem aus der Burgbezirk, das spätere Amt Wollin, verwaltet wurde. Die Burg wurde von Albert Holtz (1939) und Filipowiak (1956/1958) auf dem Silberberg vermutet, obwohl es dort wegen des Sandabbaus kaum noch nachweisbar ist. Nach der Vignette in der Lubinschen Karte lag es aber wohl wesentlich näher an der Altstadt. Als 1164 und 1171 die Dänen Wollin erneut zerstörten, verlegte Bischof Konrad I. 1176 den Sitz des Bistums nach Cammin. Damit begann der Niedergang der einstigen Ostseemetropole, die sich zu Beginn des 13. Jahrhunderts zu einem Dorf zurückentwickelte. Noch 1180 wurden die Kastellane Venzeslav (PUB I. 66/74/97) und 1220 Wizlaus (PUB I. 201) erwähnt.
Erst mit der Verleihung des lübischen Stadtrechts noch vor 1264 gemeinsam durch Herzog Barnim I. und Herzog Wartislaw III. festigte sich die Stadt wieder. Die gemeinsame Verleihung belegen die Bestätigungsurkunden von 1279 und 1286 durch Herzog Bogislaw IV. 1277 erfolgte durch Pommernherzog Barnim I. die Befreiung vom Zoll für die Landesbewohner, die in die Handelsstadt kamen, dadurch verbesserten sich die Verhältnisse weiter.
1288 hatte Wollin bereits zwei Kirchen, St. Nikolai und St. Georg, und 1317 gründeten Zisterzienserinnen die Stadtschule, die älteste pommersche Schule. 1365 wird Wollin als Mitglied der Hanse erwähnt. Als 1394 eine hanseatische Flotte zum Kampf gegen die seeräuberischen Vitalienbrüder gebildet wurde, war auch Wollin daran beteiligt. 1535 wurde in der Stadt die Reformation eingeführt (der pommersche Reformator Johannes Bugenhagen wurde 1485 hier geboren). Das Wolliner Schloss diente als mehrfach der Unterbringung pommerscher Herzoginwitwen. Der Dreißigjährige Krieg brachte 1628 erneut schwere Zerstörungen und von 1648 bis 1720 die Herrschaft der Schweden. Nach dem Erwerb der südöstlichen Teile des von Schweden besetzten Pommerns durch König Friedrich Wilhelm I. wurde Wollin preußisch. Die Stadt zählte zu dieser Zeit nur noch etwa 500 Einwohner, die hauptsächlich vom Fischfang lebten.

Panorama der Stadt Wollin auf einer Lithographie aus der Zeit vor 1846

Im 19. Jahrhundert wurden die Stadtmauern abgerissen und die Befestigungsgräben zugeschüttet. Das südlich gelegene Fischerdorf Wiek wurde eingemeindet. Im Zuge der neuen preußischen Kreiseinteilung wurde die Stadt Wollin 1818 in den Kreis Usedom-Wollin mit der Kreisstadt Swinemünde eingegliedert. Nach dem 1892 erfolgten Anschluss an die Bahnlinie nach Gollnow kam es durch die Errichtung der Bahnhofsvorstadt zu einer weiteren Ausdehnung des Stadtgebietes. Anfang des 20. Jahrhunderts siedelte sich eine Kutterwerft an; sie blieb der einzige industrielle Standort. Im Jahr 1909 wurde die Stadt von einer Feuersbrunst heimgesucht, danach jedoch wieder aufgebaut.

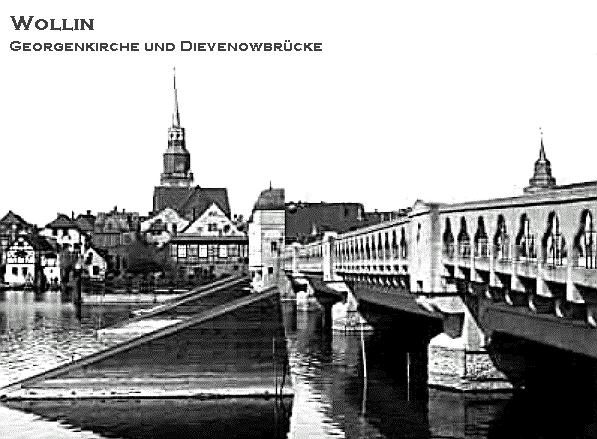
Altstadt um 1920, von der Dievenow-Brücke aus gesehen

Um 1930 hatte das Stadtgebiet von Wollin eine Fläche von 11,5 km²; im Stadtgebiet gab es drei Wohnorte:
1. Früheres Wollin-Kolzower Chausseehaus
2. Johanneshof
3. Wollin

In den drei Wohnorten zusammen standen 677 Wohngebäude.
Um 1935 hatte die Stadt Wollin unter anderem fünf Hotels, sechs Gasthöfe und Restaurants, ein Café, vier Geldhäuser, 15 Kolonialwarenhandlungen, zwei Mühlen, eine Landmaschinenfabrik, drei Schiffsbauer und vier Fischgroßhandlungen.

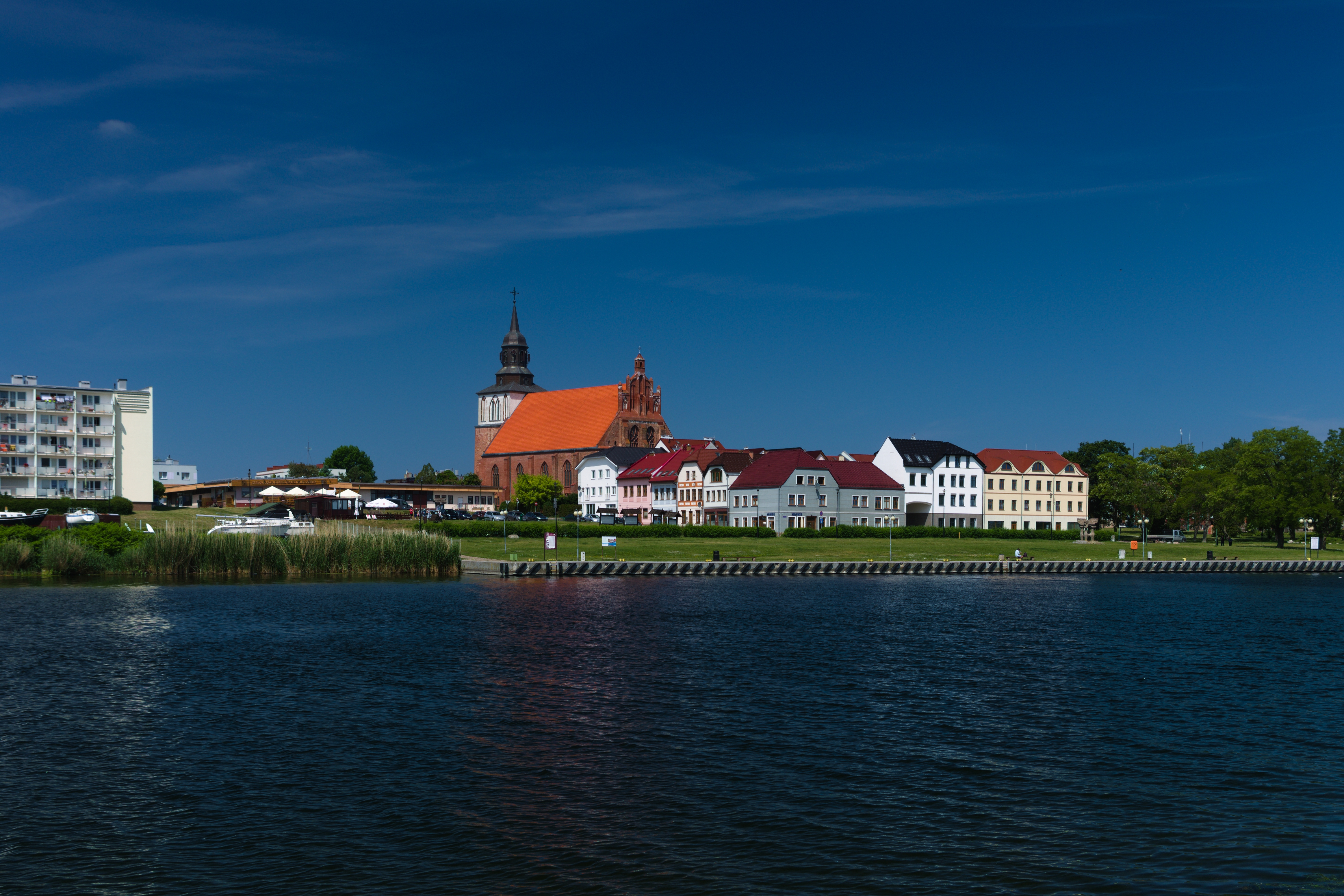
Stadtpanorama, vom gegenüberliegenden Ufer der Dievenow aus gesehen

In den letzten Wochen des Zweiten Weltkriegs wurde die Stadt 1945 fast vollständig zerstört. Nach Besetzung durch die Rote Armee wurde die Insel Wollin mit der Stadt Wollin zusammen mit ganz Hinterpommern seitens der sowjetischen Besatzungsmacht der Volksrepublik Polen zur Verwaltung überlassen, ein Zustand, der auch nach dem Potsdamer Abkommen im Sommer 1945 beibehalten wurde. Es begann nun die Zuwanderung von polnischen Migranten, zuerst meist aus den an von der Sowjetunion besetzten Gebieten östlich der Curzon-Linie, später auch aus Zentralpolen, darunter auch Ukrainer. Fast alle deutschen Einwohner Wollins wurde zwischen 1945 und 1947 von den örtlichen polnischen Verwaltungsbehörden vertrieben und zumeist gezwungen, ihr gesamtes Vermögen zurückzulassen.

### Sehenswürdigkeiten
- Nikolaikirche 1535 bis 1945 lutherisch, ein spätgotischer, stark veränderter Ziegelbau mit drei Kirchenschiffen und einem 1705 errichteten barocken Westturm
- St.-Stanislaus-Kirche, bis 1945 altlutherisch, neugotischer Backsteinbau von 1848
- Rathaus aus rotem Backstein von 1881
- Heimatmuseum neben dem neogotischen Rathaus mit den Ausgrabungsfunden von 1934, 1952 und 2002
- Bronze- bis slawenzeitliches Hügelgräberfeld im Süden der Stadt am „Galgenberg“ (Wzgórze Wisielcow)
- Ausgrabungsstätten von 1934, 1952 und 2001 am Dievenow-Ufer vom Südteil der Stadt bis zum archäologischen Schutzgebiet „Silberberg“ Wollin mit ca. 4,5 km Länge
- Der Gutshof Wollin wurde um 1800 für die Familie von Below errichtet. Bei der Rekonstruktion des Gutes in den Jahren um 2012 fand man Gebäudereste des dort ehemals vorhandenen Klosters der Zisterzienserinnen. Die Gewölbe des Gutshauskellers sind noch Überreste des ehemaligen Schlosses.[3]
- Freilichtmuseum der Slawen- und Wikingersiedlung Wolin auf der Plage-Insel
- Jährlich stattfindendes Wikingerfestival auf der Plage-Insel am jeweils ersten Augustwochenende
- Beim Gemeindeort Warnowo (Warnow) befindet sich der hufeisenförmige Kiebitzsee, auf dessen Halbinsel war eine slawische Fluchtburg, die im 16./17. Jahrhundert mit einem Jagdschloss des Pommernherzogs Johann Friedrich überbaut wurde.[3]

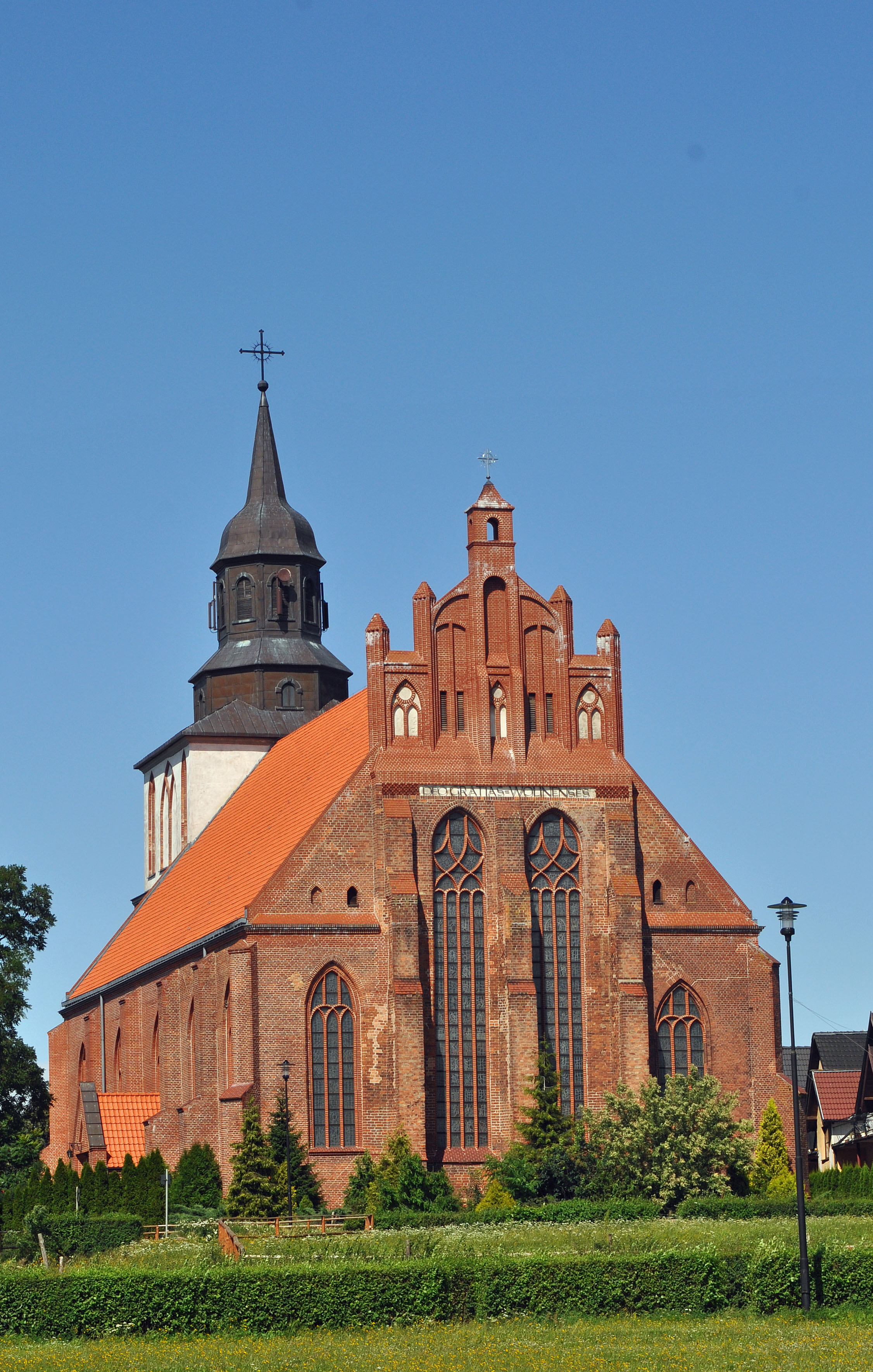
Nikolaikirche
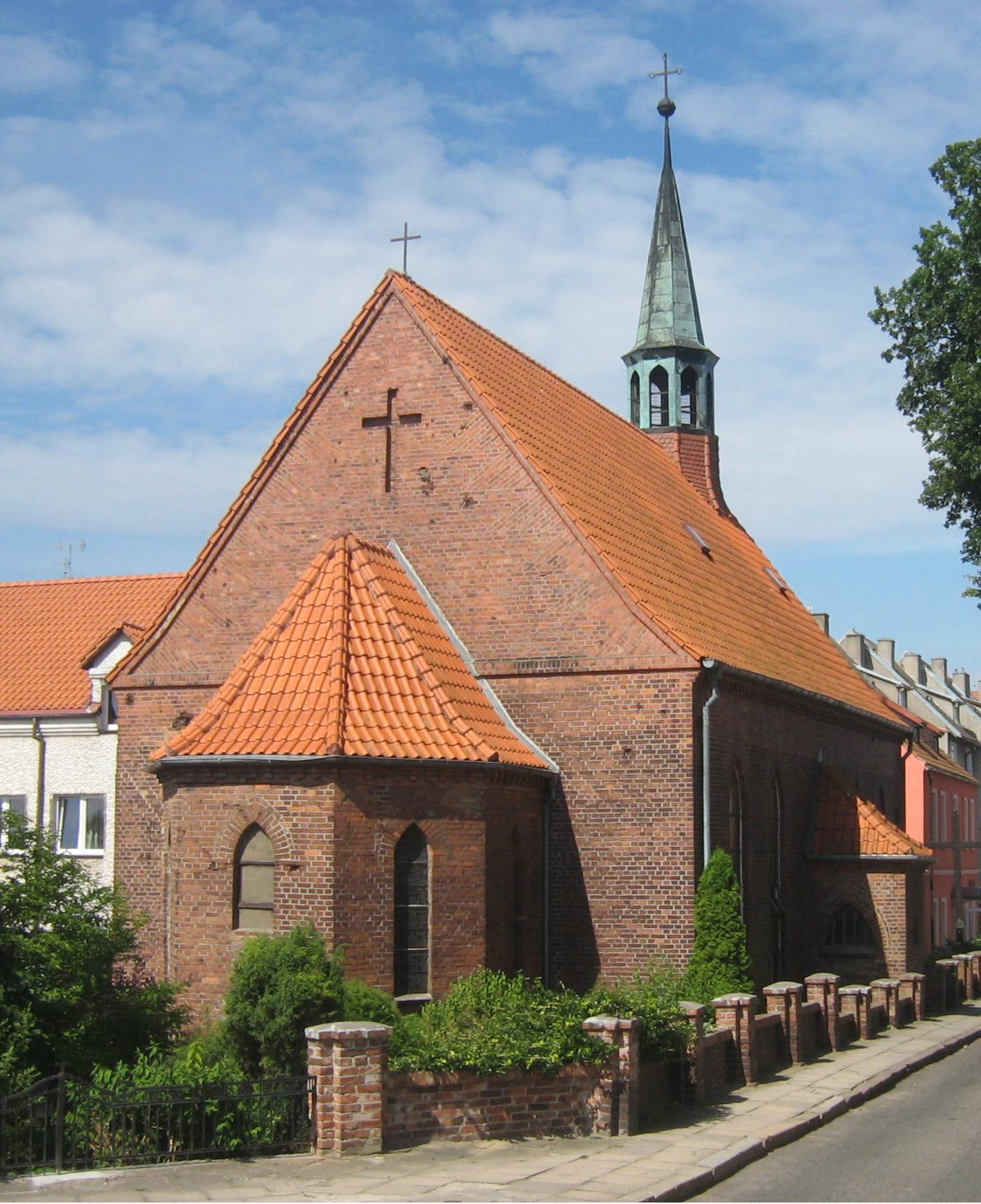
St.-Stanislaus-Kirche
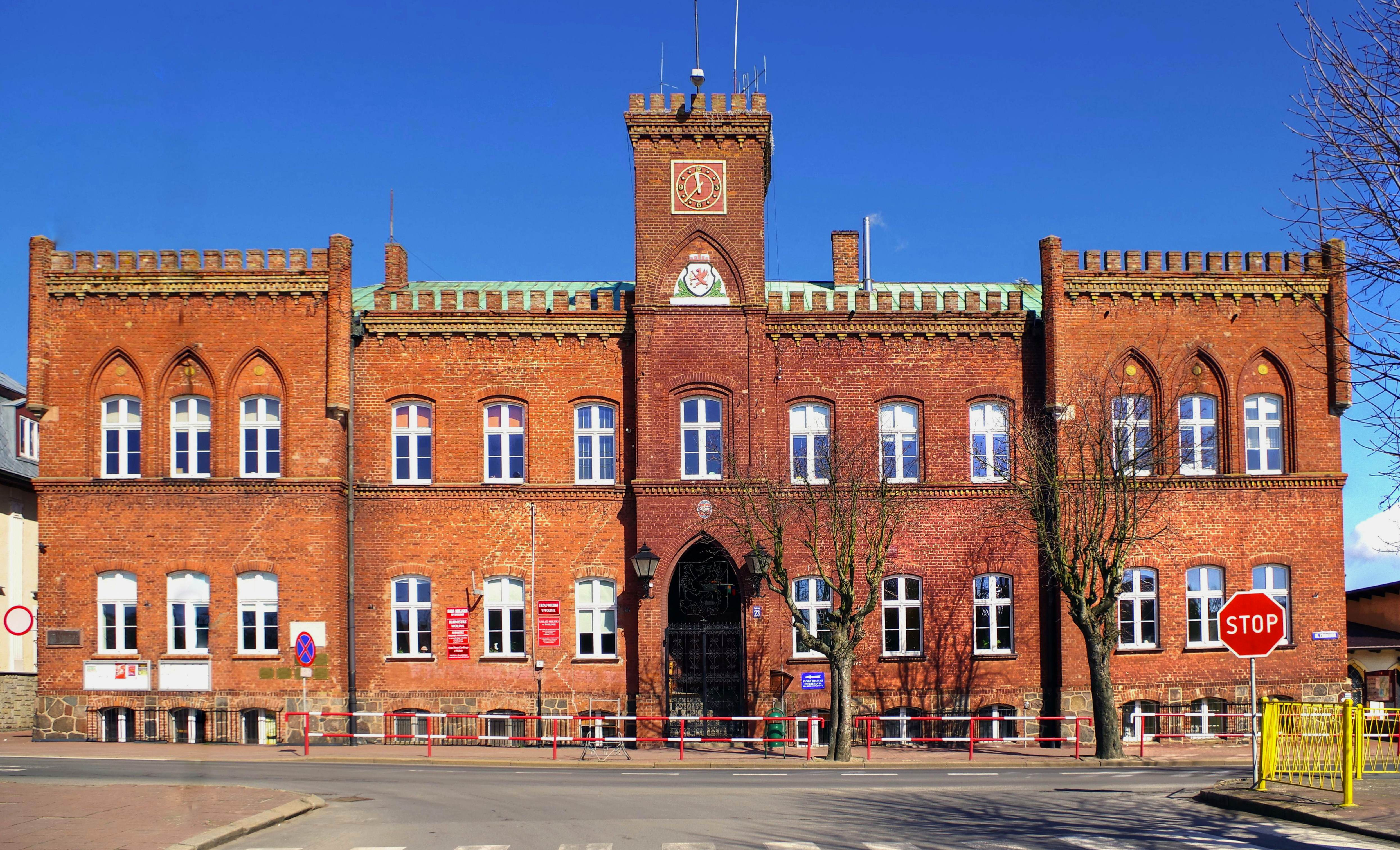
Rathausgebäude
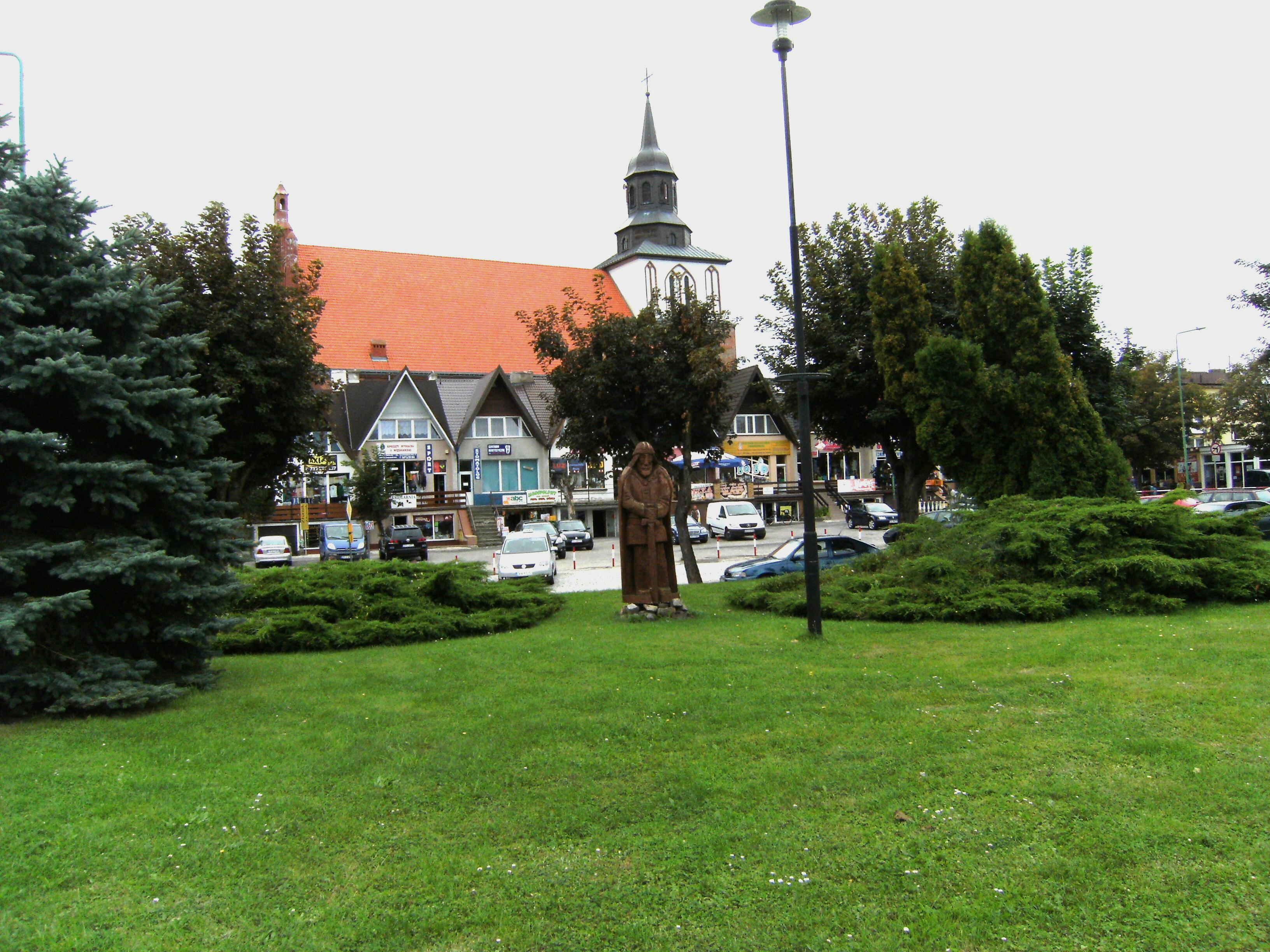
Parkanlage, Markt und Kirche
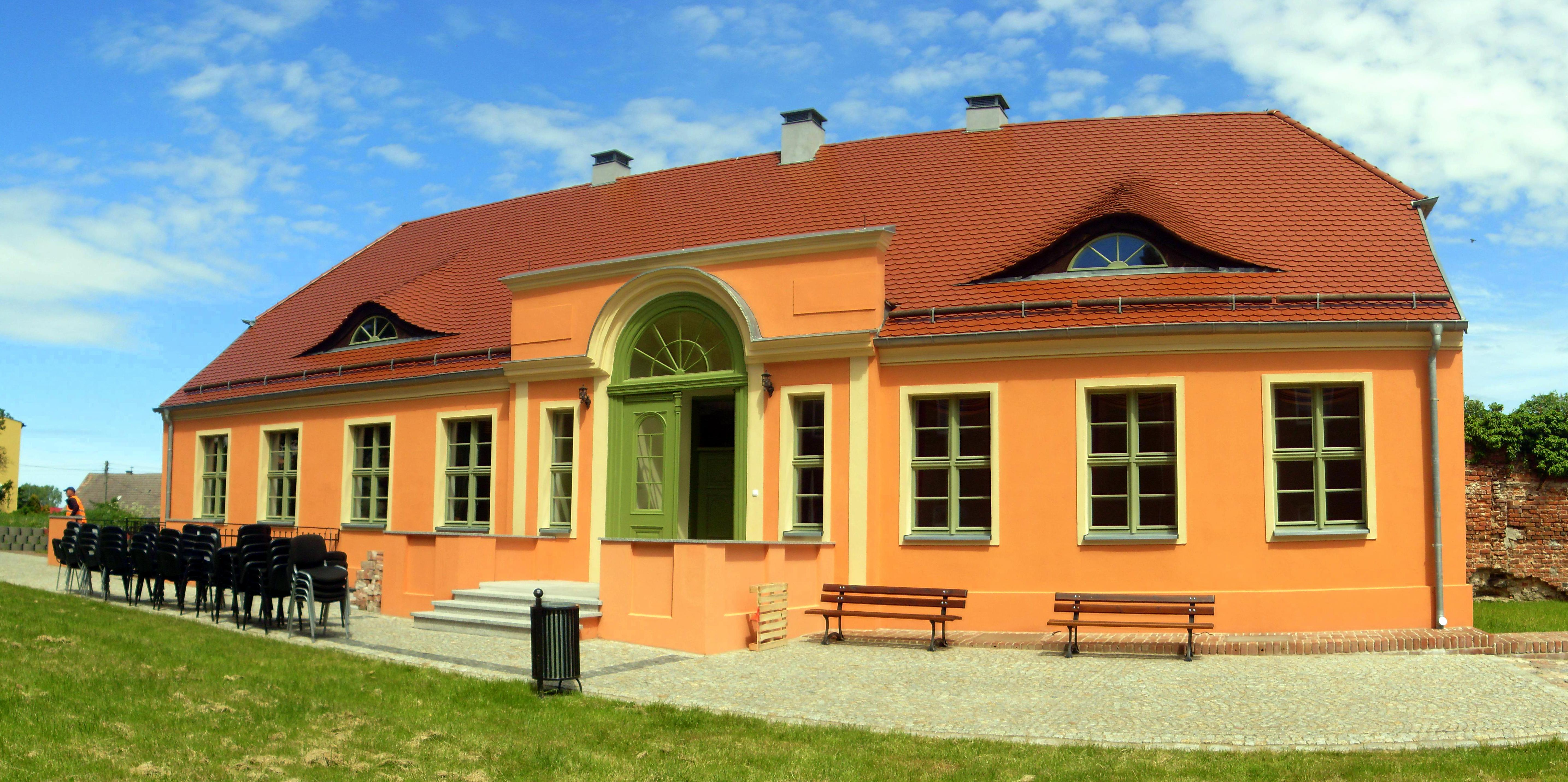
Ehemaliges Gutshaus Wollin
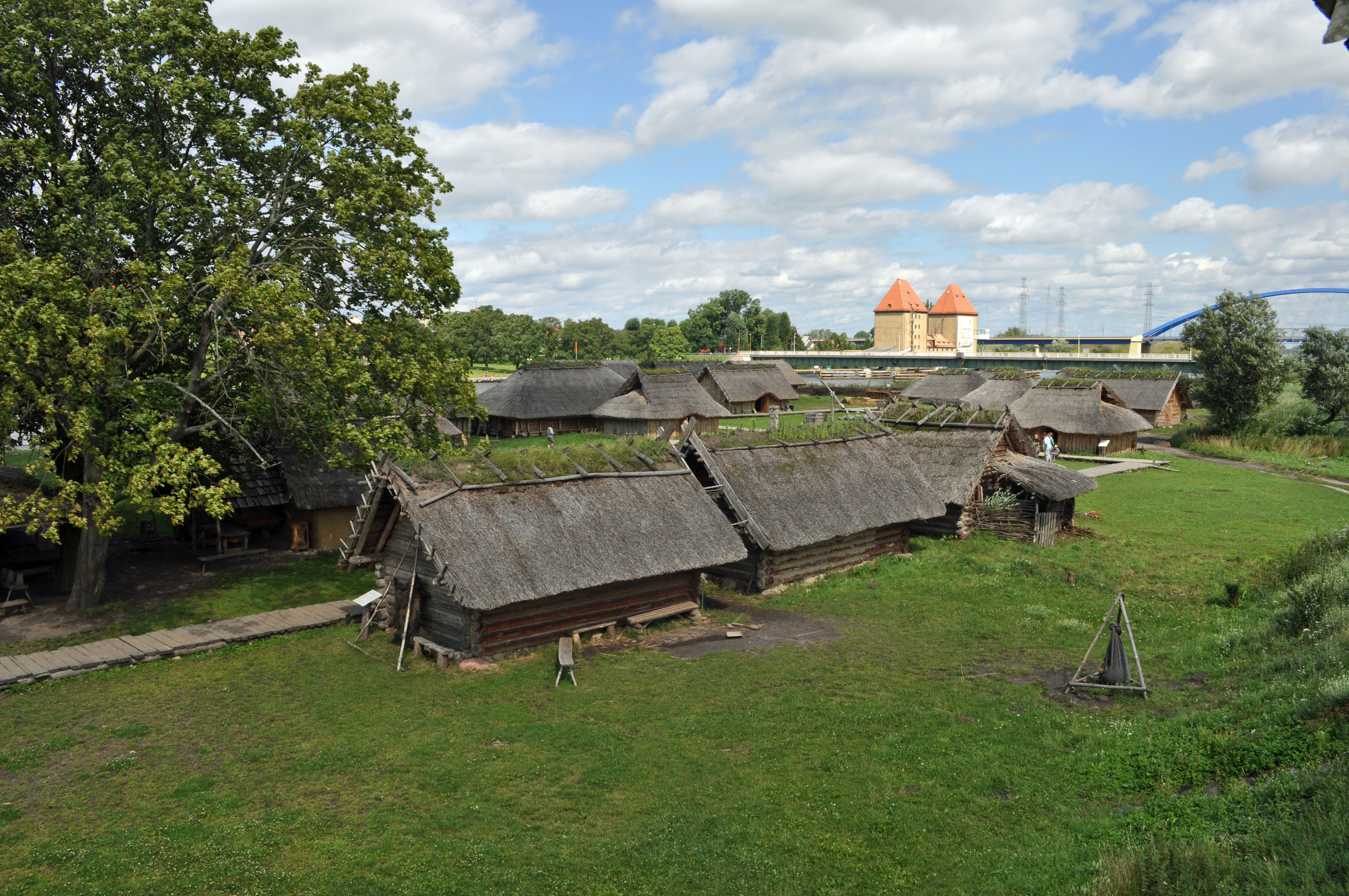
Freilichtmuseum Wollin

### Persönlichkeiten

#### Söhne und Töchter der Stadt
- Johannes Bugenhagen (1485–1558), deutscher Reformator und Weggefährte Martin Luthers
- Petrus Cimdars (1524–1584), deutscher lutherischer Theologe
- Dubslaff Christoph von Eickstedt (1588–1644), herzoglich-pommerscher Hofgerichtsrat, Amtshauptmann und Landrat
- Christoph von Zastrow (1594–1636), herzoglich-pommerscher Hofgerichtspräsident
- Adrian Virginius der Ältere (1605/1615–1647), deutscher lutherischer Theologe, Pfarrer in Livland
- Johann Schack (1661–1714), deutscher Rechtsgelehrter
- Christian Zickermann (1672–1726), deutscher evangelischer Theologe und Geschichtsforscher
- Samuel Tiefensee (1722–1810), Philologe und Schulmann, war Rektor der Lateinschule in Stargard i. Pom.
- Karl Martin Plümicke (1749–1833), deutscher Bühnenautor
- Carl Friedrich von Wiebeking (1762–1842), deutscher Architekt, Wasserbaumeister und Landvermesser
- Gustav Malkewitz (1861–1924), deutscher Druckereibesitzer, Verleger und Politiker, Mitglied des Deutschen Reichstages
- Lothar Engelbert Schücking (1873–1943), deutscher Jurist und Schriftsteller
- Paul Weinrowsky (1874–1945), deutscher Physikdidaktiker, Hochschullehrer an der Pädagogischen Akademie Kiel
- Rudolf Krull (1886–1961), deutscher Verwaltungsbeamter und Unternehmensleiter
- Gertrud Meißner (1895–1985), deutsche Medizinerin
- Erich Strack (1897–1988), deutscher Mediziner
- Gerhard Haenzel (1898–1944), deutscher Mathematiker
- Heinz Haase (1909–nach 1970), deutscher Politiker (DBD), Abgeordneter der Volkskammer der DDR
- Fritz Beske (1922–2020), deutscher Arzt, Gesundheitspolitiker und Politikberater
- Gerhard Levy (1928–2017), US-amerikanischer Pharmakologe
- Peter Bathke (* 1935), Innenarchitekt und Maler

#### Mit der Stadt verbunden
- Harald Blauzahn (* um 910; † 987), dänischer und norwegischer König, verstarb am 1. November 987 in Wollin
- Wartislaw I. (* um 1100; † vor 1148), gilt als Mitgründer des pommerschen Bistums, das 1140–1176 seinen Sitz in Wollin hatte, der anschließend nach Cammin verlegt wurde
- Adalbert von Pommern (1160; † 1164), seit 1139 erster Bischof von Pommern, mit ursprünglichem Sitz in der Adalbertskirche von Wollin, vormals Julin[10]
- Laurentius David Bollhagen (* 1683; † 1738), seit 1704 Pfarrer in Wollin und seit 1706 Präpositus der Synode
- Hermann Theodor Wangemann (* 1818; † 1894), evangelischer Missionar, war seit 1845 Religionslehrer und Pfarrer in Wollin
- Heinrich Sahm (* 1877; † 1939), Politiker, war seit 1900 Gerichtsreferendar in Wollin
- Marzena Cieślik (* 1981), Miss Polen 2006, lebt in Wollin

### Demographie
Bis zum Ende des Zweiten Weltkriegs waren die (damals deutschen) Einwohner Wollins überwiegend evangelisch; die nach der Vertreibung der Deutschen nach Kriegsende zugewanderten Migranten, vorwiegend Polen, sind überwiegend katholisch.
| Jahr | Einwohner | Anmerkungen                                                                               |
| ---- | --------- | ----------------------------------------------------------------------------------------- |
| 1740 | 1621      | [ 11 ]                                                                                    |
| 1782 | 1908      | [ 11 ]                                                                                    |
| 1794 | 2217      | keine Juden                                                                               |
| 1812 | 2614      | darunter sechs Katholiken und fünf Juden                                                  |
| 1816 | 2524      | darunter fünf Katholiken und 22 Juden                                                     |
| 1831 | 3472      | darunter fünf Katholiken und 55 Juden                                                     |
| 1843 | 4034      | darunter sechs Katholiken und 98 Juden                                                    |
| 1852 | 4591      | darunter neun Katholiken und 90 Juden                                                     |
| 1861 | 5039      | darunter neun Katholiken und 106 Juden                                                    |
| 1867 | 4997      | am 3. Dezember                                                                            |
| 1871 | 4978      | am 1. Dezember, davon 4809 Evangelische, neun Katholiken, 47 sonstige Christen, 113 Juden |
| 1875 | 5222      | [ 13 ]                                                                                    |
| 1880 | 5506      | [ 13 ]                                                                                    |
| 1905 | 4560      | darunter 22 Katholiken und 75 Juden                                                       |
| 1925 | 4723      | darunter 34 Katholiken und 47 Juden                                                       |
| 1933 | 4942      | [ 16 ]                                                                                    |
| 1939 | 4807      | [ 13 ]                                                                                    |

Anzahl Einwohner seit 1945
- 2010: 4867

### Partnerstädte
- Staffanstorp (Schweden)
- Usedom (Deutschland), seit 2003[17]
- Venansault (Frankreich)
- Kalkar (Deutschland), seit 24. März 2012

## Gmina Wolin

### Gemeindegliederung
Zur Gmina Wolin gehören
- eine Stadt:
  - Wolin (Wollin)
- 30 Ortsteile (Schulzenämter):[18]

- - Chynowo (Chinnow)
  - Dargobądz (Dargebanz)
  - Darzowice (Darsewitz)
  - Dobropole (Dobberphul)
  - Domysłów (Dannenberg)
  - Jarzębowo (Jarmbow)
  - Kodrąb (Codram, 1937–1945 Kodram)
  - Kodrąbek (Neu Kodram)
  - Kołczewo (Kolzow)
  - Koniewo (Kunow)
  - Korzęcin (Cörtenthin, 1937–1945 Körtenthin)
  - Ładzin (Rehberg)
  - Laska (Laatzig)
  - Łuskowo (Lüskow)
  - Mokrzyca Mała (Klein Mokratz)
  - Mokrzyca Wielka (Groß Mokratz)
  - Ostromice (Wusterwitz)
  - Piaski Wielkie (Paatzig)
  - Płocin (Plötzin)
  - Recław (Hagen)
  - Rzeczyn (Reetzenhagen)
  - Sierosław (Zirzlaff)
  - Skoszewo (Paulsdorf)
  - Troszyn (Alt Tessin)
  - Unin (Tonnin)
  - Warnowo (Warnow)
  - Wiejkowo (Groß Weckow)
  - Wisełka (Neuendorf auf der Insel Wollin)

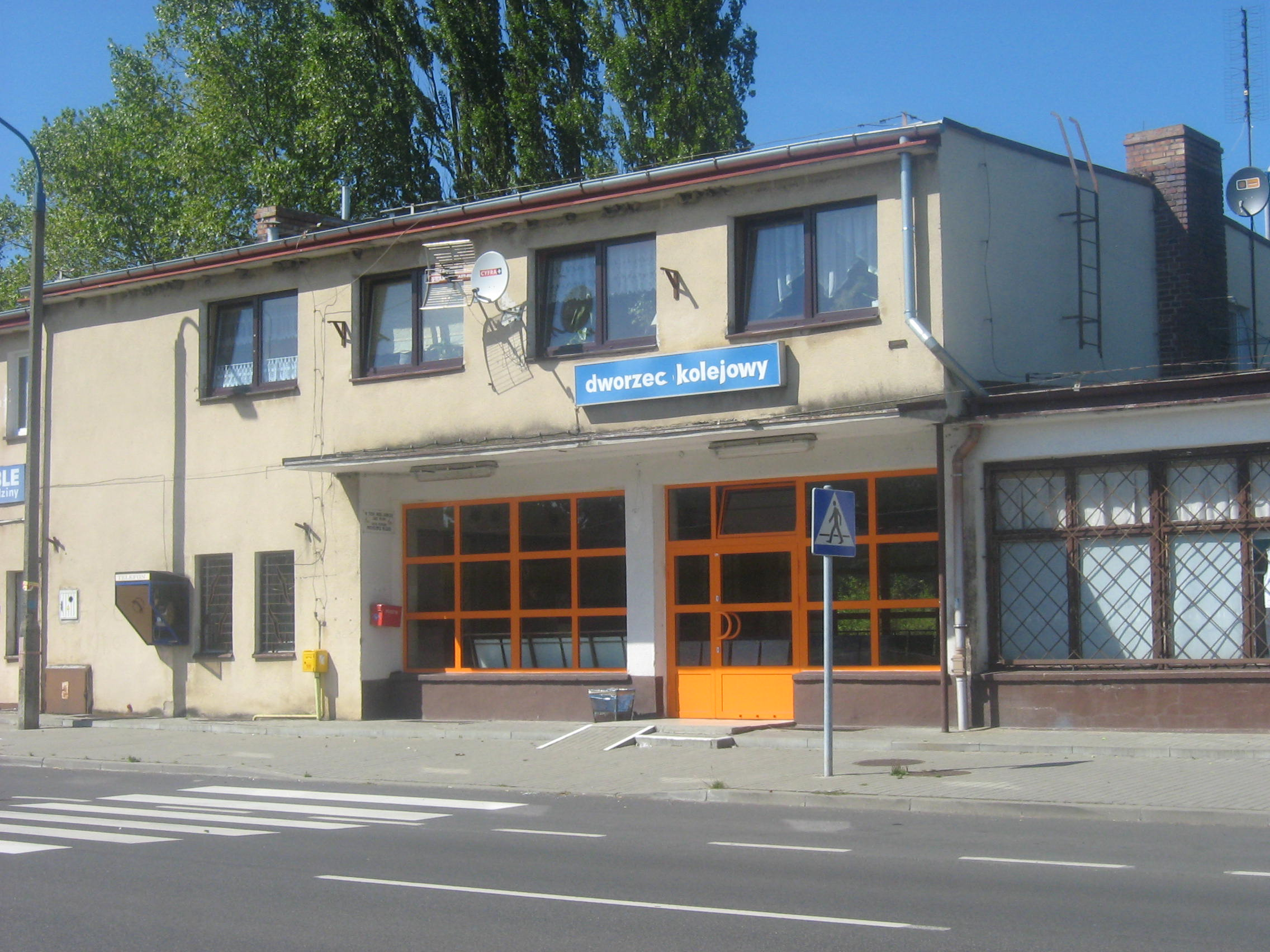
Bahnhof Wolin

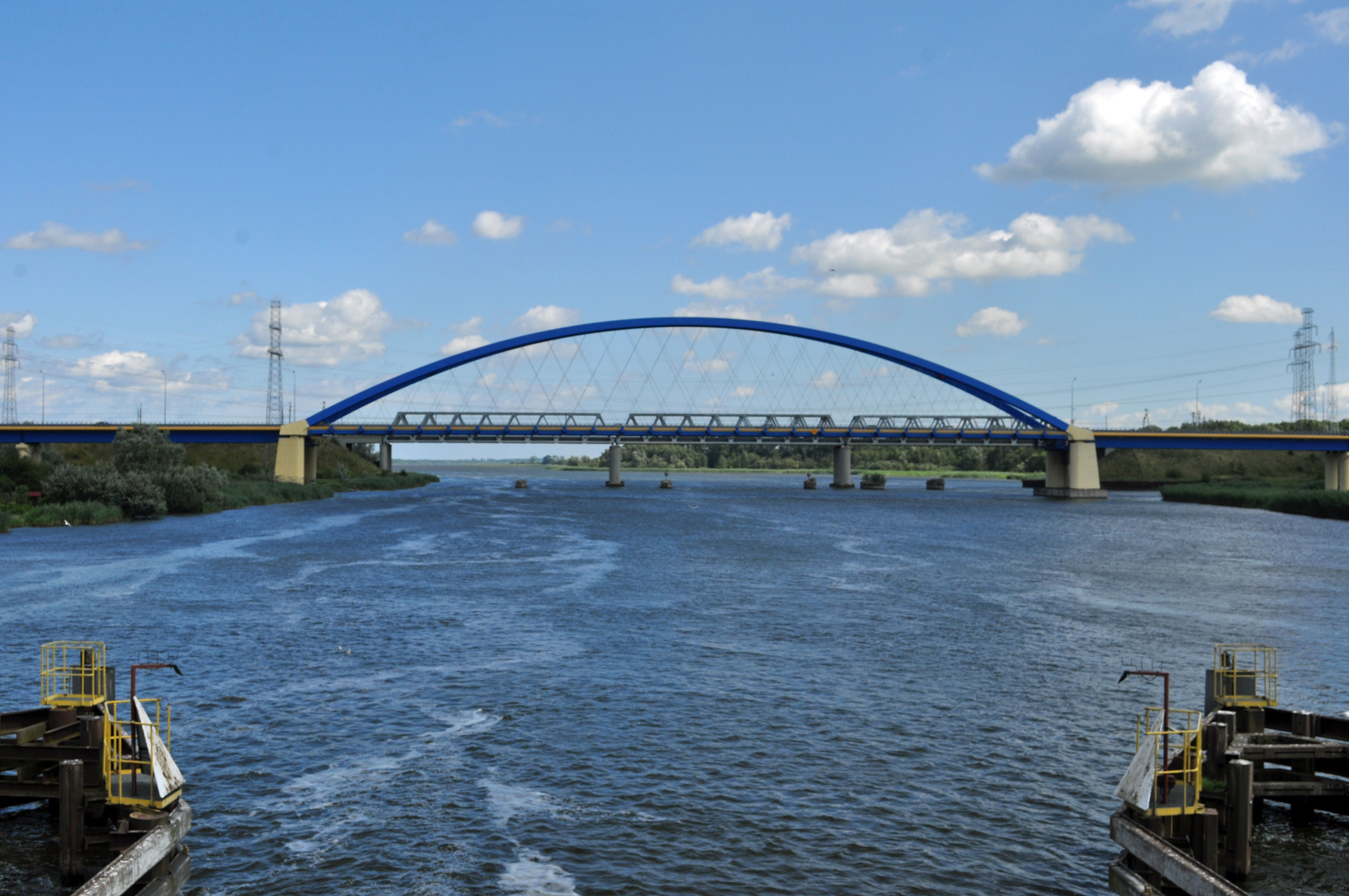
Brücke über die Dievenow (Aufnahme 2011)

  - Zagórze (Sager)
  - Zastań (Zünz)
- übrige Ortschaften:
  - Dramino (Drammin)
  - Gogolice (Gaulitz)
  - Karnocice (Karzig)
  - Łojszyno (Leussin)
  - Mierzęcin (Martenthin)
  - Parłówko (Parlowkrug)
  - Rabiąż (Fernosfelde)
  - Rekowo (Reckow)
  - Siniechowo (Schinchow)
  - Strzegowo (Stregow)
  - Sułomino (Soldemin)
  - Świętoujść (Swantuss)
  - Wiejkówko (Klein Weckow)
  - Wilcze (Wilsdorf)

### Verkehrsanbindung
Straßen
Die Gmina Wolin wird von der Landesstraße 3 in West-Ost-Richtung durchquert. Sie führt von Świnoujście (Swinemünde) bis nach Jakuszyce (Jakobsthal) am Übergang nach Tschechien. Die Straße verläuft hier auf der Trasse der früheren deutschen Reichsstraße 111, die von der vorpommerschen Stadt Gützkow über die Inseln Usedom und Wollin bis in das hinterpommersche Gollnow (heute polnisch: Goleniów) führte.
Im östlichen Ortsteil Parlówko (Parlowkrug) der Gmina Wolin enden zwei Woiwodschaftsstraßen: die Woiwodschaftsstraße 108, die von Płoty (Plathe) und Golczewo (Gülzow) kommt, und die Woiwodschaftsstraße 107, die von Dziwnówek (Walddievenow) an der Ostsee über Kamień Pomorski (Cammin) hier einmündet. Letztere verläuft in ihrer Gesamtlänge auf der Trasse der ehemaligen Reichsstraße 165, die in Misdroy (Międzyzdroje) begann.
 Bahnverbindungen
Das Gebiet der Gmina Wolin durchquert die Bahnstrecke Stettin–Świnoujście (Swinemünde). Mit den sechs Bahnhöfen/Haltepunkten Parlówko (Parlowkrug), Troszyn (Alt Tessin), Recław (Hagen), Wolin Pomorski (Wollin), Mokrzyca Wielka (Groß Mokratz) und Ładzin (Rehberg) ist die Gemeinde „am Netz“.